# Leonard Susskind

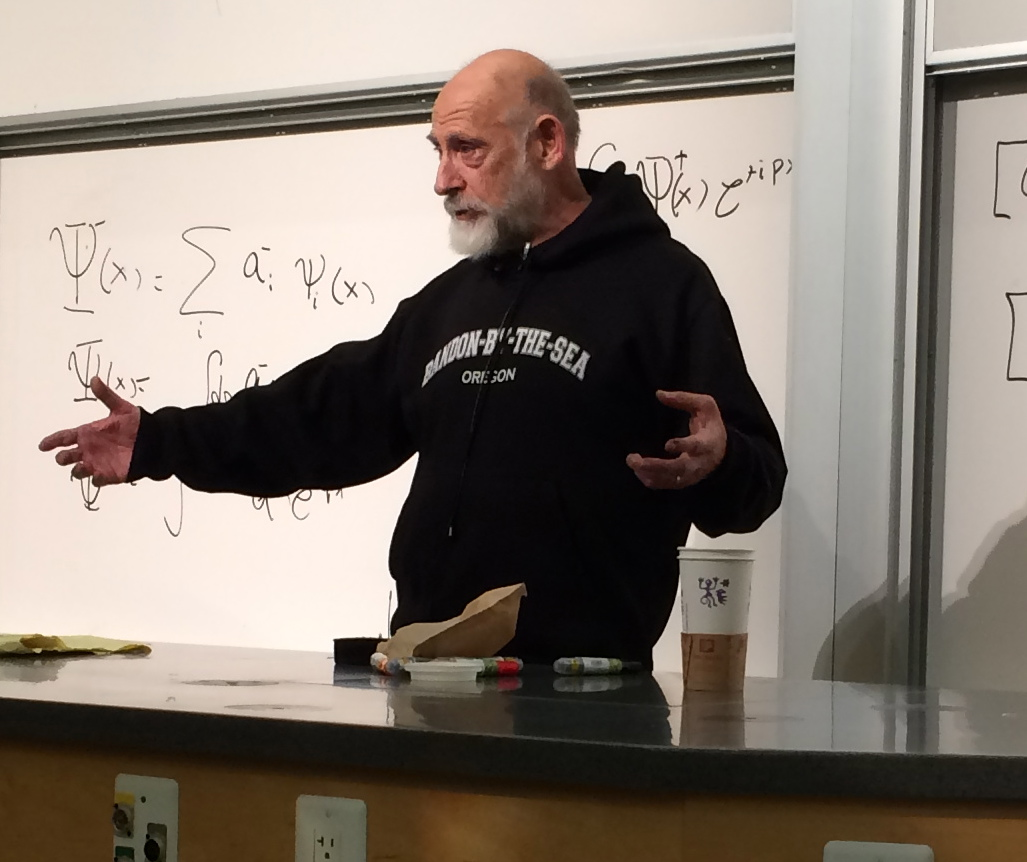
Leonard Susskind Stanford (2013)

Leonard Susskind (n. Nova York, 1940) és un professor de categoria Felix Bloch en física teòrica a la Universitat Stanford. Els seus interessos de recerca inclouen la teoria de cordes, teoria quàntica de camps, la mecànica quàntica i la cosmologia quàntica.
És membre de l'Acadèmia Nacional de Ciències dels Estats Units, i l'Acadèmia Americana de les Arts i les Ciències, Susskind és àmpliament considerat com un dels pares de la teoria de cordes, quan amb Yoichiro Nambu i Holger Bech Nielsen, van presentar independentment la idea que les partícules elementals podrien ser en realitat els estats d'excitació d'una concatenació relativista.
Va ser el primer a presentar la idea del paisatge de la teoria de cordes el 2003. El 1997, Susskind va ser premiat amb el premi Jun John Sakurai per les seves "contribucions pioneres als models de corda hadrònics, la cromodinàmica quàntica, i la ruptura dinàmica de simetries".
El gran aportació de Susskind ha estat l'aplicació ''d'una brillant imaginació i originalitat en l'estudi teòric de la naturalesa de les partícules elementals i les forces que componen el món físic."

## Biografia
Susskind va néixer a Nova York i actualment (agost de 2011) té residència coneguda a Palo Alto, Califòrnia. A l'edat de tretze anys va començar a treballar com a lampista. Més tard es va inscriure al City College of New York com a estudiant d'enginyeria. Va contreure matrimoni dues vegades, la primera el 1960, i ha tingut quatre fills. Es va diplomar en física el 1962. L'any 1965 i a la Universitat Cornell va aconseguir el doctorat en investigació.

## Carrera
Susskind és autor del llibre:The Cosmic Landscape: String Theory and the Illusion of Intelligent Design (El paisatge còsmic: teoria de cordes i la il·lusió del disseny intel·ligent). I ha estat almenys un dels tres físics que, cadascun independentment de l'altre, en els anys 1970, van descobrir el model de ressonància dual per a les interaccions fortes que podria ser descrit com un model quàntic per a la teoria de cordes.

## Teories
Es destaquen les teories per Susskind enunciades en el seu llibre The Black Hole War: My Battle with Stephen Hawking llibre de divulgació científica tendent a reforçar a la mecànica quàntica. Aquest llibre és la seva (almenys fins a mitjan 2011) obra més famosa i explica el que ell pensa que succeirà amb la informació i la matèria emmagatzemada en un forat negre quan s'evapora. El llibre va despertar un debat que va començar el 1981, quan hi va haver una reunió de físics per intentar desxifrar alguns dels misteris dels forats negres. Durant aquesta discussió Stephen Hawking va afirmar que la informació dins d'un forat negre es perd per sempre com el forat negre quan aquesta forat negre s'evapora. Li va prendre 28 anys a Leonard Susskind formular la seva teoria que contradeix la conclusió de Hawking. Després va publicar la seva teoria en el seu llibre, "La guerra de forat negre". Igual que "El paisatge còsmic", "La guerra del forat negre" té com a objectiu el lector no especialitzat. Allà escriu que: 
| « | " Les eines reals per a la comprensió de l'univers quàntic són les matemàtiques abstractes: espais infinits de Hilbert, els operadors de projecció, les matrius unitàries i un conjunt d'altres principis avançats que cal un parell d'anys per aprendre'ls, però veurem com ho fem en poques pàgines. " | » |

D'aquesta manera Susskind s'ha fet particularment cèlebre en el món científic per la polèmica mantinguda amb Stephen Hawking, ja que mentre Stephen Hawking a enunciar la teoria de la Radiació de Hawking produïda pels forats negres declarava que dins d'un forat negre tota la matèria (i amb ella la informació) quedava aniquilada, Susskind ha plantejat com a solució la paradoxa dels vius i els morts (death and alive paradox) i el principi hologràfic: suposant dos observadors, un (A) que es manté fora de l'horitzó de successos i un altre (B) que és arrossegat per la força gravitacional dins de l'horitzó de successos d'un forat negre. Des de la seva perspectiva (i teoria) fora de l'horitzó de successos A només podria veure com "congelada" la presència de B en l'horitzó de successos, mentre que B veuria com A és desintegra de forma gradual i accelerada per la gravitació de la singularitat que és el forat negre. Per als càlculs que Susskind fins ara ha realitzat l'horitzó de successos és com un gegantí holograma pel qual (a diferència del que afirmat fins llavors per Hawking) la informació no es perd sinó que emmagatzema a "la vora del forat".